# La Pandilla (banda)
La Pandilla fue un grupo musical juvenil español de la década de 1970 fundado en 1970 por Pepa Aguirre. El grupo se componía de integrantes de ambos sexos, al contrario de lo que era habitual en la mayoría de las bandas de música pop.
La banda estuvo compuesta inicialmente por el hijo, la hija y la sobrina de Aguirre. Dos varones más se unieron posteriormente, completando el grupo. Su primer álbum, Villancicos, salió al mercado a finales de 1970. Su canción más popular fue Capitán de madera.
La Pandilla se hizo popular en España, su país de origen, en Hispanoamérica, Brasil y Portugal (A Padilha). Durante los años 70, era muy común encontrar artículos relacionados con La Pandilla tales como libretas, afiches, revistas, reglas, muñecas, entre otros, en las tiendas por departamento de los países de habla hispana. 
La Pandilla fue, además, muy importante en el posterior desarrollo y éxito de una de las boy bands más legendarias de la historia: Menudo. En 1973, el futuro fundador de Menudo, el puertorriqueño Edgardo Díaz, se unió al equipo de producción del grupo como sonidista. Díaz resultó ser el "puente" entre La Pandilla y Puerto Rico. Gracias a él, Alfred D. Herger y Félix Santiesteban, el grupo se convirtió en uno de los favoritos entre los adolescentes en dicha isla caribeña. 
Díaz se convirtió en su mánager en 1974. En 1975, el grupo fue recibido por los fanáticos puertorriqueños con una enorme ovación en la terminal de Iberia en el Aeropuerto Internacional Luis Muñoz Marín en San Juan. Sin embargo, luego de que Díaz dejó el grupo para formar y manejar Menudo, La Pandilla pasó a manos de Alfred D. Herger, grabando un LP de música adulta y luego fue perdiendo lentamente su popularidad. Muchos de sus integrantes siguieron adelante con sus vidas, convirtiéndose en profesionales en distintos campos.

## Integrantes del grupo
- Santi Aguirre, hijo de Pepa Aguirre, es director de doblaje y musical de películas. Está casado con la famosa cantante María Caneda. Perteneció por un tiempo al grupo Tradición junto a sus hermanos Nieves, Javier, María Jesús y José Manuel. Luego fue parte del grupo La Pequeña Compañía y compitió en el Festival OTI representando a España en el 1982.
- Nieves Aguirre, hija de Pepa Aguirre, ahora está casada con un ejecutivo de la línea aérea Iberia. Perteneció también al grupo Tradición.
- Mari Blanca Ruiz Aguirre, sobrina de Pepa Aguirre, ahora es veterinaria.
- Juan Carlos Martínez, no está relacionado con Santi y Nieves, vivió en Puerto Rico durante muchos años, desde entonces ha regresado a España y trabaja en una empresa profesional.
- Francisco Javier Martínez, hermano de Juan Carlos es jefe de ventas en multinacional de seguros

- Francisco Javier López, hermano gemelo de Rubén López, es médico cirujano.
- Rubén López, hermano gemelo de Francisco Javier López. Nunca se casó. Es cirujano, como su hermano.
- Gabriel Jiménez González, Gaby, ahora es un locutor comercial y voz para doblajes de películas y series de televisión en su país.

- Datos: Q6464279